# Raffaele Pontremoli
Raffaele Pontremoli (Chieri, 17 settembre 1832 – Milano, 17 maggio 1906) è stato un pittore, incisore e militare italiano, ritrattista ufficiale di Vittorio Emanuele II.
Insieme a Gerolamo Induno e Giovanni Fattori è uno dei principali esponenti dei "pittori soldati", nonché uno dei massimi esponenti della pittura risorgimentale italiana. Dal 1882 al 1906 è stato ispettore generale della Pinacoteca di Brera.

## Biografia

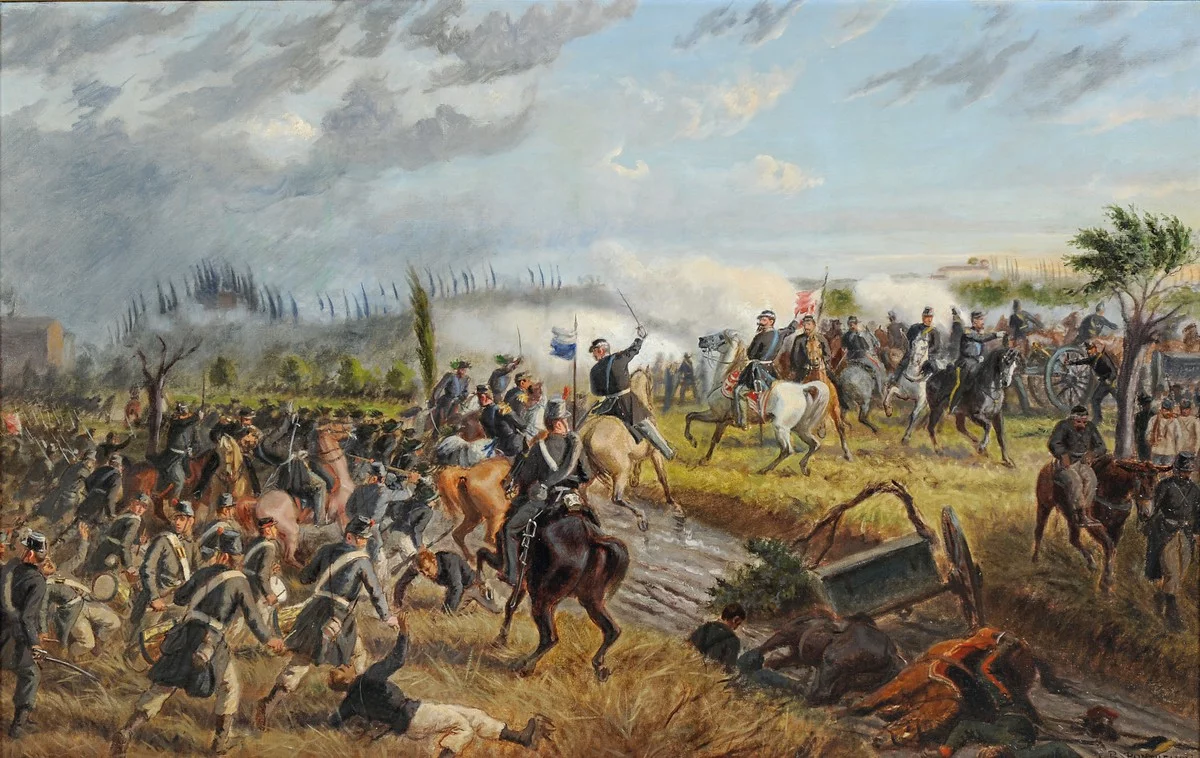
Battaglia di San Martino, Museo del Risorgimento di Asti

Raffaele Pontremoli nacque a Chieri da Eliseo Graziado Pontremoli, Gran Rabbino di Nizza e da Bella Olivetti, esponente di una famiglia importante di banchieri, nipote di Laudadio Formiggini.
È fratello del noto rabbino Esdra Pontremoli e cugino di Camillo Olivetti, fondatore dell'illustre azienda italiana Olivetti.

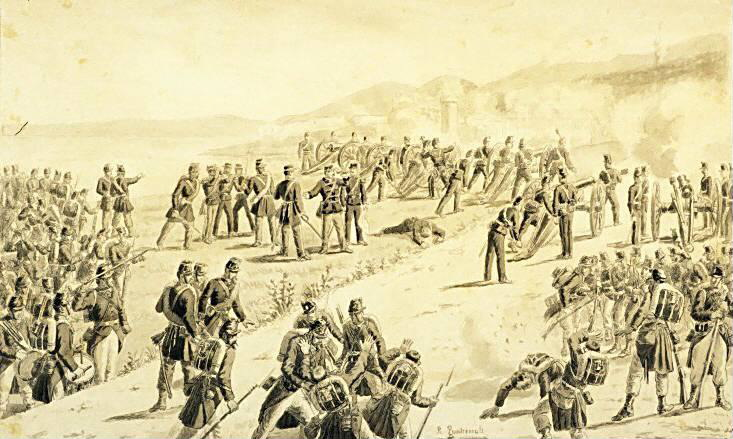
Manfredo Fanti a Mola di Gaeta

Pontremoli studiò presso l'Accademia delle arti di Nizza, città nella quale il padre era il capo della comunità locale a partire dal 1833. Si trasferì in seguito a Torino per studiare all'Accademia Albertina con Carlo Arienti. Nel 1852, all'Albertina, una delle opere di Pontremoli vinse il premio istituito dalla Academia. Viaggiò successivamente a Parigi, dove studiò con Horace Vernet, e nel 1859 con la seconda Guerra dell'Indipendenza, tornò in Italia e lavorò come corrispondente per la rivista Illustration of Paris, seguendo dunque le truppe piemontesi nelle Marche e nel Napoletano. Da questa esperienza trasse lo spunto per la descrizione puntuale di episodi militari come: La battaglia di San Martino, La battaglia di Custoza, Asti, Pinacoteca Civica; La giornata del Garigliano, esposto alla Promotrice torinese del 1862, Torino, Museo del Risorgimento.

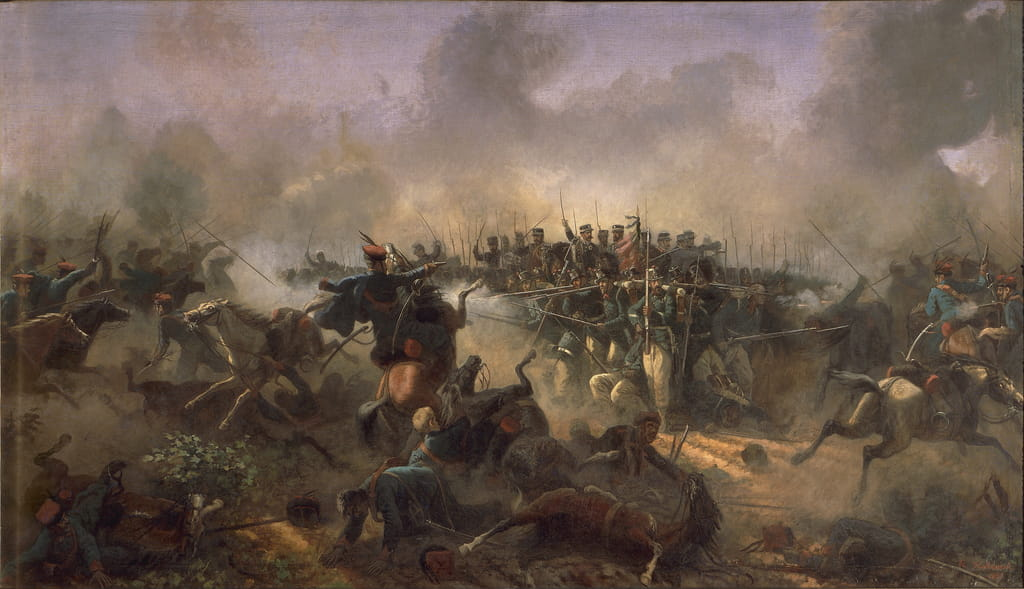
Il Principe Umberto a Villafranca in mezzo al quadrato della 49º fanteria, Palazzo Pitti

Assistette inoltre alla battaglia di Palestro e di San Martino realizzando alcuni disegni. Uno di questi venne acquistato dall'imperatore Napoleone III e presentato al re Vittorio Emanuele II. Tra altre sue opere vi sono: una grande tela raffigurante La presa di Mola di Gaeta (conservata presso l'Official's Club of 5th Artillery); Il passaggio del Gorigliano; e una grande tela del principe Carignano alle batterie dei Cappuccini, durante l'assedio di Gaeta (1860). Nel 1866 seguì di nuovo gli eserciti e illustrò due eventi: il principe Umberto a Villafranca in mezzo al quadrato della 49ª fanteria e il principe Amedeo ferito all'attacco di Cavalchina vicino a Custoza, ora costudito a Palazzo Pitti di Firenze. Nel 1869 fu nominato vice-ispettore della Pinacoteca reale di Torino e nel 1876 ispettore, per poi esserne nominato Presidente. Successivamente si sposta a Milano dove diventa professore e ispettore generale della Pinacoteca di Brera, mantenne questo incarico sino alla sua morte nel 1906.
Tra i ritratti eseguiti durante la sua carriera vi è quello del conte Luigi Cibrario, Gran Maestro dell'Ordine dei Santi Maurizio e Lazzaro, di cui Pontremoli fu anche ufficiale. Per la sua tela Umberto e il Quadrato del 1866, esposto a Torino nel 1880, fu insignito del titolo di Cavaliere, ufficiale e Commendatore dell'Ordine della Corona d'Italia. Nel 1891 dipinse affreschi per la Torre di San Martino, che funge da monumento dedicato a coloro che combatterono nella battaglia di Solferino.

## Opere
Le opere del Pontremoli sono centinaia tra acquerelli, olii su tela, incisioni ed affreschi tra cui:
- Macbeth, 1840, British Museum, Londra;[13]

- Battaglia di Palestro, 1859, Museo Correr, Venezia;[14]

- Il Principe Umberto a Villafranca in mezzo al quadrato della 49º fanteria, 1867, Galleria d'arte moderna Palazzo Pitti, Firenze;[15]

- Il Principe Amedeo ferito all'attacco della Cavalchina presso Custoza, 1866, Galleria d'arte moderna Palazzo Pitti, Firenze;[16]

- Battaglia di Palestro, 1859, Museo del Risorgimento, Palazzo Moriggia, Milano;[17]

- Vittorio Emanuele II al Garigliano, 1850/1875, Castello Reale di Racconigi[18]

- Battaglia di San Martino, 1897, Museo del Risorgimento, Asti;[19]

- Passaggio del Ticino, 1897, Museo del Risorgimento, Asti;[19]

- La battaglia di Custoza, XIX secolo, Museo del Risorgimento, Asti;[20]

- Manfredo Fanti a Mola di Gaeta, XIX secolo, Museo del Risorgimento, Modena;[21]

- Il quadrato di Villafranca-La battaglia di Custoza, XIX secolo, Torre monumentale di San Martino della Battaglia, Desenzano del Garda.

## Onorificenze

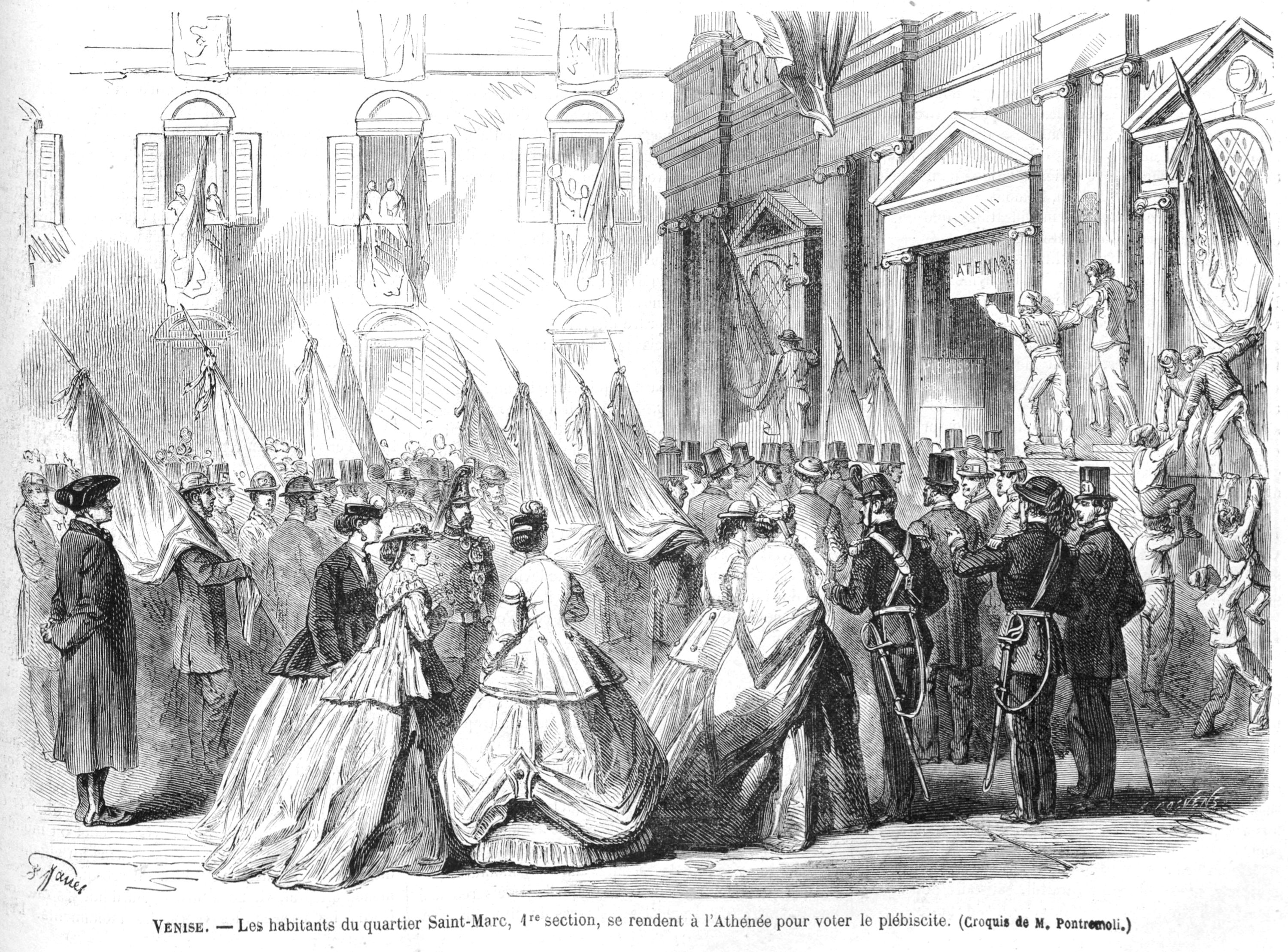
Incisione di Pontremoli raffigurante Le votazioni di Venezia